# François de La Rochefoucauld

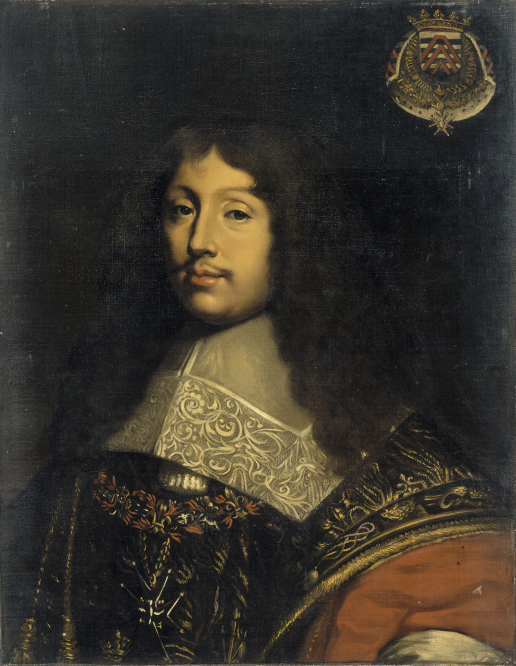
Jag är av medellängd, välväxt och med ledig hållning. Jag har brun, men ganska slät hy, hög panna av ansenlig bredd, svarta, små och djupt liggande ögon, svarta och täta, men välformade ögonbryn. Att säga hur min näsa är beskaffad skulle vara mig svårt, ty den är varken platt eller krum, varken tjock eller spetsig. François de La Rochefoucauld, målning av okänd konstnär.

François VI, hertig av La Rochefoucauld, prins av Marcillac, född 15 december 1613 i Paris, Frankrike, död 17 mars 1680 i Paris, var en fransk hertig, hovman och författare.
Han skrev 1664 verket Réflections ou Sentences et Maximes Morales (Maximer), en samling på drygt 500 korta, uttrycksfulla och cyniska funderingar över livet och samhället. Han var en pessimist som med dräpande elegans menade att människans mest dygdefulla handlingar egentligen sker av ren och skär egennytta och fåfänga, även om den som utför handlingen inte är medveten om det dolda motivet för densamma. 

## Biografi
François de La Rochefoucauld, som till sin faders död 1650 kallades furste av Marcillac, föddes i en av Frankrikes förnämsta familjer; deras anspråk var knappast mindre än kungligheterna och släkten är känd sedan 1000-talet. Släkten var katolsk, men hans farfars far hade konverterat till den reformerta tron, och avrättats under Bartolomeinatten. Hans far greve François V de La Rochefoucauld hade blivit upphöjd till hertig av Ludvig XIII av Frankrike. Modern hette Gabrielle du Plessis-Liancourt. 
Redan vid 15 års ålder giftes han bort med Andrée de Vivonne, en dam från högadeln, och påbörjade därefter sin militära utbildning i Italien; hans bokliga studier avbröts när han var 13 år. Av någon orsak blev den militära banan kortvarig, och han sändes samma år till Paris, där han tjänade Anna av Österrike som kavaljer. I den befattningen kom han omedelbart att hamna i opposition mot Richelieu. 
År 1634 föddes hans son François VII de La Rochefoucauld. Hans äventyrliga och upproriska karaktär ledde till att han år 1635 förvisades från hovet, och slog sig ner på sitt gods Verteuil. Under den tiden inledde han ett förhållande med hovdamen Marie de Rohan-Montbazon, Madame de Chevreuse, tretton år äldre än han och liksom han själv på kollisionskurs med Richelieu. Förhållandet fick Richelieu att fatta misstankar om en komplott, varför La Rochefoucauld hölls fången i Bastiljen en vecka. Efter detta utmärkte han sig i kriget i Holland, men tvingades avböja en utnämning till Maréchal de Camp av taktiska skäl och på inrådan av hovet. 
Trots hans lojalitet, innebar inte tronskiftet år 1642 några uppfyllda ambitioner. Mazarin, som efterträtt Richelieu, lyckades vinna drottningen på sin sida mot aristokratin, som hade föresatt sig att stärka sin maktposition vid skiftet. Förhållandet med Madame de Chevreuse torde ha varit ännu en bidragande orsak till drottningens onåd. 
År 1646 bröt han förhållandet med Madame de Chevreuse. Strax därefter blev han förälskad i Louis II Condés syster, Anne Genevieve de Bourbon-Condé, Madame de Longueville, och de inledde en romans som fick politisk betydelse. Madame de Longueville var en av de mest inflytelserika personerna i fronden, och enligt många källor till sin person auktoritär och intrigant. Det är säkerställt att La Rochefoucauld tog parti för fronden. Enligt en vedertagen uppfattning gjorde han det av kärlek till Madame de Longueville och inte av politisk övertygelse. 
Ställningstagandet ledde till att han fråndömdes sin förmögenhet och fick synskador till följd av ett muskötsår. År 1652 gav kungen honom amnesti, och några år senare återvände han till Paris. Hovlivet var dock över, fastän han lyckades försonas med kungafamiljen. Försoningen möjliggjorde att han slutligen fick officiellt erkännande i form av Saint-Espirit-orden. 
Under denna sista tid tillkom även hans författande. Markisinnan de Sablé hade en litterär salong, där La Rochefoucauld vistades, och där frodades maximen som konstform. Där förälskade han sig inte endast i markisinnan, utan även i grevinnan de La Fayette, och båda romanserna torde han inverkat på hans produktion, om än i mindre grad än den cynism som politiken lagt grunden för. 
Hans Maximer utgavs första gången 1664 utan hans godkännande. Under hans livstid utkom flera reviderade utgåvor, varav han själv deltog i utgåvan från 1678. Därtill författade han några Réflexions diverses, som brukar ingå i senare utgåvor av Maximer. 
La Rochefoucauld avled 1680 i Paris, sjuk av gikt, i sin sista älskarinnas armar.

## Verk
La Rochefoucaulds maximer intar en särskild plats i den franska klassicismens litteratur. Den filosofiska skola han bildar, tillsammans med andra författare som Michel de Montaigne, och Jean de La Bruyère kallas ”moralism”, fastän benämningen torde ha litet att skaffa med hur ordet uppfattas i vardagligt tal. Moralisternas syfte var att redogöra för hur livets och människans villkor påverkade etiken, vilket innebar en omvärdering av de etiska normerna. La Rochefoucauld var av den uppfattningen att människans ytterst drivs av sin egoism, att ”lasterna ingår i dygdernas sammansättning som gifterna i läkemedlen” (182) och att dygden inte skulle komma långt ”om inte fåfängan gjorde den sällskap” (200). Denna bistra syn på godhet, drog han ändå inte ut till ren nihilism, för han menade att man ”föraktar inte alla som har laster, men man föraktar alla som inte har någon enda dygd” (186).
Maximer handlar om tillvarons alla ämnen: kärlek, intelligens och förnuft, regenter och tjänstefolk, uppförande och ambitioner.

## Citat
- Det är med den äkta kärleken som med spökena: alla talar om den, men få har sett den.
- Att göra våld på sig för att förbli trogen den man älskar är knappast bättre än otrohet.
- Fattigdom och kärlek låter sig svårligen dölja.
- Gubbar tycker om att ge goda råd för att trösta sig över att de inte längre är i stånd att vara dåliga föredömen.
- Svartsjukan föds alltid samtidigt med kärleken men den dör inte alltid samtidigt med den.
- Det finns i oss alla ett hinder för fullkomlig lycka; det är leda vid det vi redan äger och längtan efter det vi inte har.
- Vi är alla tillräckligt starka för att med jämnmod kunna bära andras olyckor.
- De som ägnar sig för mycket åt småsaker blir vanligen oförmögna till stora ting.
- Vi erkänner små fel endast för att göra klart att vi inte har några stora.
- Egenkärleken är den störste bland alla smickrare.
- Vi tycker alltid om dem som beundrar oss, men vi tycker inte alltid om dem vi beundrar.
- När lasterna överger oss, smickrar vi oss med att tro att det är vi som övergett dem.
- Alla klagar över sitt dåliga minne men ingen över sitt dåliga omdöme.
- Hur kan vi begära att någon annan skall kunna bevara vår hemlighet när vi inte själva kunde det.
- Hur kan det komma sig att vårt minne är gott nog att i minsta detalj bevara vad som hänt oss, men inte nog gott att komma ihåg hur ofta vi berättat det för en och samma person.

## Urval maximer
Bland hans maximer märks: 
- Man är aldrig så lycklig som man tror, men heller aldrig så olycklig ('On n'est jamais si heureux ni si malheureux qu'on s'imagine')

- Vi erkänner bara våra små fel för att få folk att tro att vi inte har några stora fel ('Nous n'avouons de petits défauts que pour persuader que nous n'en avons pas de grandes')

- Vanligtvis ger man bara lovord i förhoppning att själv få mottaga detsamma ('On ne loue d'ordinaire que pour être loué')

## Svenska översättningar
- Maximer (översättning Hannes Sköld, Bonnier, 1915)
- Maximer (översättning Hannes Sköld, rev. av Eva Alexanderson, Forum, 1963)
- François de la Rochefoucauld (urval och översättning Daniel Andreæ, Piccolo, 1964)